# Hubert von Luschka
Hubert von Luschka (27 luglio 1820 – 1º marzo 1875) è stato un anatomista tedesco.
Inizialmente studente di farmacologia presso l'Università di Friburgo in Brisgovia e l'Università Ruprecht Karl di Heidelberg, si trasferisce nel 1849 all'Università di Tubinga, dove diventa professore di anatomia nel 1855.
Il suo nome è associato ad alcune strutture del corpo umano, quali la ghiandola coccigea di Luschka, il nervo seno-vertebrale di Luschka e i fori di Luschka.